# قلعة سوختة (أنغالي)
قلعة سوختة (بالفارسية: قلعه‌سوخته) هي قرية تقع في إيران في قسم أنغالي. يقدر عدد سكانها بـ 274 نسمة بحسب إحصاء 2016.